# Good Neighbor International Bridge
De Good Neighbor International Bridge is een brug over de Rio Grande en de grens tussen Mexico en de Verenigde Staten, die de steden El Paso (Texas, Verenigde Staten) en Ciudad Juárez (Mexico) met elkaar verbindt. De brug staat ook bekend als de "Stanton Street Bridge", "Friendship Bridge", "Puente Río Bravo" en de "Puente Ciudad Juárez-Stanton El Paso". De brug werd geopend in 1967. De brug is 270 meter lang.